# 北川明花
北川 明花（きたがわ さやか（本名同じ）、1985年1月29日 - ）は、日本の女優・元AV女優。スタジオビコロール所属。
北川絵美は従姉妹である。現在は、「明花（さやか）」の芸名で活動している。

## 略歴
東京都出身。未成年時には「比留間 明花（ひるま さやか）」として声優・地下アイドルをしていた。
2004年年初に本名でピンク映画『未亡人教授 白い肌の淫らな夜』に出演、同時期に雑誌等でヘアヌードも披露。以後映画・グラビアの両面で活動している。
2005年、第17回ピンク大賞で新人女優賞受賞。同年2月発売の『アクロバティックLOVE 北川明花』（アトラス21）でAVデビューした。
元AV女優・北川絵美は従姉妹であり、さらに『ビデオ・ザ・ワールド』2004年11月号によれば、明花・絵美の所属事務所「スタジオビコロール」（クリエイティブ・オフィス・モアの母体）の北川会長は実父である。
その後は、比留間明花名義で「伊賀の乱　拘束」（2007年）、ネコナデ（2008年、TVドラマ、TVK）、忍邪（2010年）のプロデューサーを務める。また、スタジオピコロールの代表に就任している。

## 出演

### テレビドラマ
- 火曜サスペンス劇場 「事件記者 三上雄太3」[1]（2005年9月27日、NTV）
- 月曜ゴールデン「どケチ弁護士・山田播磨の温泉事件記」（2006年11月13日、TBS）
- 土曜ワイド劇場「法医学教室の事件ファイル24」（2007年2月24日、テレビ朝日） - 藤巻さえこ 役

### テレビアニメ
- ハングリーハート WILD STRIKER（比留間明花名義、2話、23話イズミ役）

### ピンク映画
- 未亡人教授 白い肌の淫らな夜（2004年1月30日、新東宝映画） - 大塚紀子役
- 四十路熟女妻 立たせます（2004年7月2日） - 如月有佳役
- 乱痴女 美脚フェロモン（2004年8月26日、オーピー映画） - 乙川由芽役、主演
- オーガズムリポート 痴女のSEX相談室（2004年11月26日、オーピー映画） - かぐや姫役、主演
- 桃尻姉妹 恥毛の香り（2004年12月11日、オーピー映画） - 弥生役 ※共演：北川絵美

### ヌードイメージビデオ
- 北川明花 flexible（2004年3月19日、竹書房）
- Sleeping Beauty 北川明花（2004年7月23日、日本メディアサプライ）

### アダルトビデオ
- アクロバティックLOVE（2005年2月28日、アトラス21）
- 僕のプリマドンナ（2005年3月18日、アトラス21）
- オーガズムリポート（2005年4月11日、新東宝）
- 超スキャンダラスBODY（2005年4月29日（レンタル） / 2005年4月20日（セル）、アトラス21）
- ぶっちゃけERO家庭教師 北川明花（2005年5月27日（レンタル） / 2005年5月20日（セル）、アトラス21）
- THE 出血大制服 3（2005年6月24日（レンタル） / 2005年6月22日（セル）、アトラス21）
- ダブル・エクスタシー（2005年7月22日（レンタル） / 2005年7月20日（セル）、アトラス21） - 共演:北川絵美
- 裸の二人（2005年7月22日、アトラス21） - 共演:北川絵美
- ザ・ハードコア 北川明花（2005年8月19日（レンタル） / 2005年8月17日（セル）、アトラス21）
- COMPLETE 北川明花（2005年10月19日、アトラス21）
- 痴漢電車 挑発する淫ら尻（2006年2月13日、新東宝） - 共演:北川絵美、華沢レモン

### オリジナルビデオ
- 女復讐人 （2004年10月1日（レンタル） / 2004年11月1日（セル）、エンゲル） - 共演:綾乃梓、北川絵美、矢縄沙弓
- 恋愛適齢期 恋におちた熟女（2005年、レジェンド・ピクチャーズ） - 共演:三東ルシア、広世克則、中村英児、安奈とも
- 誰かに見られてる （2006年4月28日、レジェント・ピクチャーズ） - 共演:北川絵美、畠山寛、村山健太、広世克則、梨木奈穂美、馬場良平、鈴木達也
- 人妻の目覚め 夫には秘密のカウンセリング（2007年7月24日、 ティーエムシー）…共演:松本亜璃沙

## 書籍

### ヌード写真集
- 北川明花写真集 SAYAKA（2004年2月25日、双葉社）